# Modřínová alej u Šindelové
 Modřínová alej u Šindelové je ucelená pozoruhodná dvouřadá alej 84 památných stromů modřínů opadavých ( Larix decidua). Jedná se o vysoké modříny s nádhernými přímými kmeny po obou stranách lesní cesty JJZ od Šindelové v okrese Sokolov v Karlovarském kraji. Alej dnes zaniká ve vzrostlé smrčině.
Obvody kmenů měří 210 až 270 cm, koruny stromů dosahují do výšky 35 až 43 m (měření 1983). Za památné byly stromy v aleji vyhlášeny v roce 1984 jako dendrologicky cenný taxon, krajinná dominanta a stromy s významný vzrůstem. Alej je zároveň uvedena na seznamu významných stromů Lesů České republiky.

## Stromy v okolí
- Smrk u kříže za Favoritem
- Dvojitý smrk u Šindelové
- Modříny u Favoritu
- Smrk pod zámeckou skálou (zaniklý)
- Vysoký smrk pod Favoritem
- Jindřichovický klen
- Martinské lípy v Jindřichovicích
- Klen v Horní Oboře
- Modřín v Horní Oboře
- Jíva v Horní Oboře
- Jasan v bývalých Milířích